# Monroe (Geórgia)
Monroe é uma cidade localizada no estado americano de Geórgia, no Condado de Walton.

## Demografia
Segundo o censo americano de 2000, a sua população era de 11.407 habitantes.
Em 2006, foi estimada uma população de 12.631, um aumento de 1224 (10.7%).

## Geografia
De acordo com o United States Census Bureau tem uma área de 27,1 km², dos quais 26,8 km² cobertos por terra e 0,3 km² cobertos por água. Monroe localiza-se a aproximadamente 250 m acima do nível do mar.

## Localidades na vizinhança
O diagrama seguinte representa as localidades num raio de 16 km ao redor de Monroe.